# 팽기

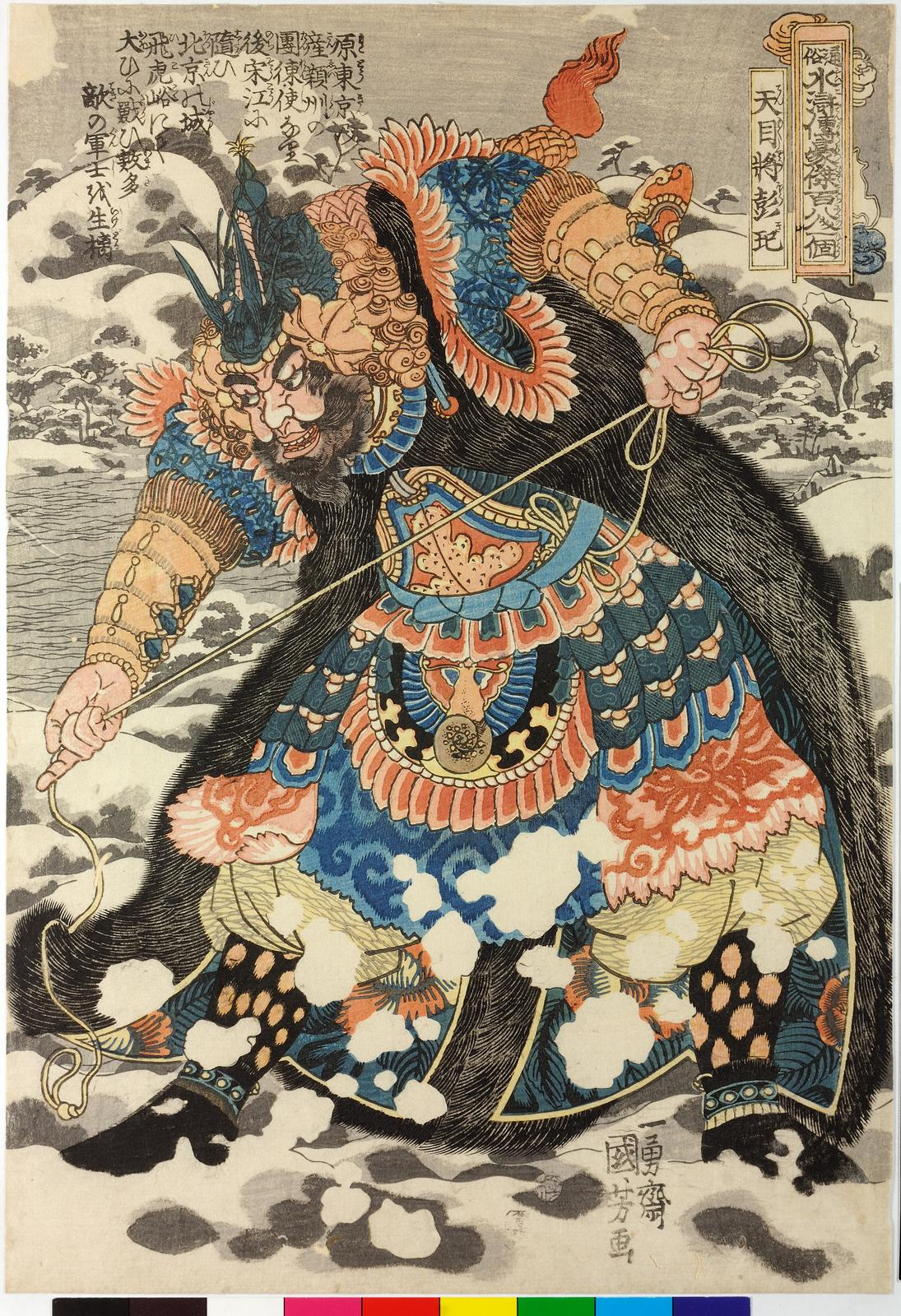

팽기(彭玘)는 중국의 사대기서(四大奇書) 중 하나인 《수호전》(水滸傳)에 등장하는 인물로, 108성 중 43위이자 지살성(地煞星)의 지영성(地英星)에 해당한다. 별호는 천목장(天目將)으로 사흉역병을 관장하는 흉성인 '천목자리'를 뜻하는 데서 유래. 무기로 삼첨도를 잘쓰며 대대로 장수 집안이다.

## 생애
본래 영주의 단련사를 지냈으며 양산박 토벌 지휘관으로 임명된 호연작의 추천을 받아 한도와 함께 군사를 이끌고 양산박으로 쳐들어간다. 초전부터 과감히 공격하지만 호삼랑에 의해 사로잡힌다. 그런데 포로가 되었을 때 송강의 후대에 감탄하여 동료가 되고, 나중에 똑같이 포로가 된 호연작과 한도를 설득하여 양산박에 들어간다.
양산박 입산 후에는 마군 소표장 겸 척후가 되어 호연작의 부장으로서 한도와 항상 행동을 같이하며 전선에서 싸웠다. 송나라에 귀순한 후에도 요나라전과 전호, 왕경토벌에 참전하지만 방랍 토벌로 상주를 공격할 때 적장 허정과 싸우지만 한도가 고가립의 화살을 맞고 낙마하고 장근인에게 창에 전사하는 것을 본 팽이는 격분하여 고가립을 베지만 느닷없이 옆에서 튀어나온 장근인의 창을 받고 전사한다.